# 胎內星空祭
胎內星空祭，也稱為胎內星祭，是每年八月下旬固定於日本新潟縣胎內市北部黑川村地區內舉辦的星空饗宴；活動固定於每年八月的最後一個周五、周六、周日舉行，主要會場位於胎內自然天文館周邊的丘陵地內。目前活動由胎內市觀光協會主辦，日本天象館研究所公司承辦，除了夜晚的天文活動外，白天也結合位於周邊的黏土礦博士之館、胎內昆虫之家、胎內高原啤酒、乙寶寺等場館共同舉辦活動，現為日本規模最大的天文觀測活動。

## 歷史
1984年，由於過去在日本福島縣吾妻山已持續舉辦十年，由天文攝影家、科普作家藤井旭主辦的天文愛好者交流活動「星空的招待」決定停止舉辦，天文攝影家及宇宙插畫家沼澤茂美當時為持續業餘天文同好的交流，在獲得新潟縣北蒲原郡黑川村公所的支持後，在黑川村內舉辦了第一次的胎內星空祭，當時約有200人參加。
隔年起，由於事先的宣傳，並將活動由一晚擴大為兩晚，參加人數一口氣增加至1,000人，1986年更再加倍達到2,000人，五年之後，在三天活動期間內的參加人數更達到兩萬人。
| 1. 2. 3. 4. | 1. 2. 3. 4. 5. 6. |

## 外部連結
- （日語） 胎內星空祭官方網頁 （页面存档备份，存于）
- （日語） 胎內自然天文館 Blog （页面存档备份，存于）